# شکرمرغ گورنی
شکرمرغ گورنی (نام علمی: Promerops gurneyi) یک گنجشک‌سان میان‌جثه و بومی مراتع مرتفع و میان‌ارتفاع جنوب آفریقا است. این پرنده به تیرهٔ شکرمرغان (Promeropidae) وابستگی دارد که شامل یک سرده، Promerops، و دو گونه است. شکرمرغ گورنی از شهد بوته‌های شکربوته‌ها و همچنین حشرات کوچک تغذیه می‌کند. این پرنده با دم دراز و پلکانی و نوک خمیده‌اش مشخص می‌شود.